# Aleksander Ścibor-Rylski
Aleksander Ścibor-Rylski est un écrivain, réalisateur et scénariste polonais né le 16 mars 1928 à Grudziądz, mort le 3 avril 1983 à Varsovie.
Il est connu pour les scénarios des films Cendres (1965), L'Homme de marbre (1977), L'Homme de fer (1981) et de la série télévisée Lalka (1977). Il est le créateur du personnage fictif Mateusz Birkut.

## Biographie
Aleksander Ścibor-Rylski est né le 16 mars 1928 à Grudziądz, dans la voïvodie de Couïavie-Poméranie, en Pologne. Il est le fils de Jerzy et d'Irena née Ciesielska.
Pendant l'occupation nazie, il sert dans les Szare Szeregi et dans l'Armia Krajowa. Il participe à l'insurrection de Varsovie, où il est l'officier de liaison du commandant du groupement Żniwiarz. Il est gravement blessé au cours des combats. Il quitte ensuite la ville de Varsovie avec la population civile.
Après la guerre, en 1946, il fait ses débuts en tant que poète et romancier. Entre 1946 et 1951, il étudie la philologie de la langue polonaise à l'université de Varsovie, qu'il ne termine finalement pas. De 1948 à 1954, il est membre du comité de rédaction de l'hebdomadaire Żołnierz Polski, où il est notamment chef de la section culturelle. En 1950, il publie un roman, écrit dans l'esprit du réalisme socialiste, intitulé Węgiel, qui le consacre comme le plus talentueux des écrivains réalistes socialistes. Entre 1955 et 1957, il fait partie du comité de rédaction de Nowa Kultura. À partir de 1951, il est associé au cinéma en tant que scénariste et réalisateur.
De 1955 à 1965, il est directeur littéraire de la société de production de cinéma Rytm. De 1972 à 1978, il est directeur artistique de la société de production de cinéma Pryzmat.
Il est enterré au cimetière communal du Nord sur la Wólka Węglowa à Varsovie (section E-V-2-2-11).

## Œuvres

### Filmographie

#### Réalisateur
- 1963 : Ich dzień powszedni
- 1964 : Późne popołudnie
- 1965 : Jutro Meksyk
- 1967 : Morderca zostawia ślad
- 1968 : Wilcze echa
- 1969 : Sąsiedzi

#### Scénariste
- 1951 : Matrosowcy
- 1956 : Ziemia
- 1956 : L'Ombre (en polonais : Cień)
- 1958 : Pigułki dla Aurelii
- 1958 : Ostatni strzał
- 1960 : Rok pierwszy
- 1961 : Komedianty
- 1961 : Dotknięcie nocy
- 1962 : L'Impossible Adieu (en polonais : Dom bez okien)
- 1962 : Czarne skrzydła
- 1963 : Ich dzień powszedni
- 1964 : Późne popołudnie
- 1965 : Cendres (en polonais : Popioły)
- 1965 : Jutro Meksyk
- 1967 : Morderca zostawia ślad
- 1968 : Wilcze echa
- 1969 : Sąsiedzi
- 1970 : Południk zero
- 1971 : Złote Koło
- 1971 : Trąd
- 1971 : Seksolatki
- 1971 : Agent nr 1
- 1974 : Gniazdo
- 1976 : Dagny
- 1976 : L'Homme de marbre (en polonais : Człowiek z marmuru)
- 1981 : L'Homme de fer (en polonais : Człowiek z żelaza)

## Distinctions et récompenses

### Distinctions
Le 19 janvier 1955, Aleksander Ścibor-Rylski reçoit la médaille du 10e anniversaire de la Pologne populaire.
Le 11 juillet 1955, la croix de Chevalier de l'ordre Polonia Restituta lui est attribuée.
En 1964, il reçoit la croix d'Officier de l'ordre Polonia Restituta.
En 1975, il obtient la croix de Commandeur de l'ordre Polonia Restituta.

## Hommage
Il est le parrain d'un banc situé dans le parc de l'hôtel de ville à Kraków (pl), comme l'indique une plaque. Les parrains des bancs dans l'espace public sont sélectionnés dans le cadre du projet Codes de la ville réalisé par l'Office des festivals de Cracovie (pl), opérateur du titre Cracovie Ville de la littérature UNESCO (pl), dont la ville de Cracovie a été honorée en 2013.